# Brachynemurus nebulosus
Brachynemurus nebulosus är en insektsart som först beskrevs av Olivier 1811.  Brachynemurus nebulosus ingår i släktet Brachynemurus och familjen myrlejonsländor. Inga underarter finns listade i Catalogue of Life.